# Quercus orocantabrica
Quercus orocantabrica là một loài thực vật có hoa trong họ Cử. Loài này được Rivas Mart. & al. mô tả khoa học đầu tiên năm 2002.